# Fundacja Mozilla

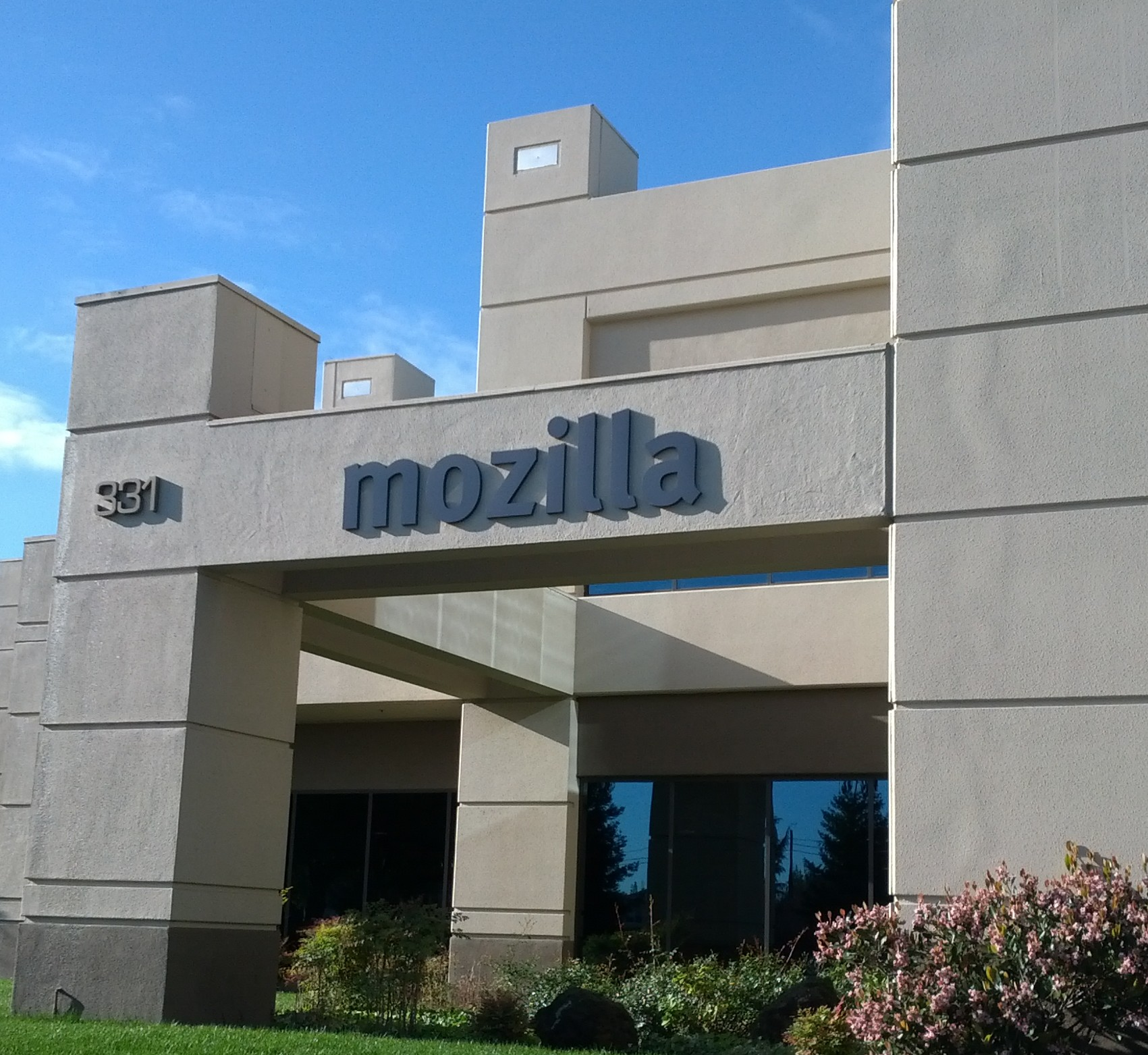
Biuro Mozilla Foundation i Mozilla Corporation w Mountain View

Fundacja Mozilla (ang. The Mozilla Foundation) – organizacja non-profit powołana 15 lipca 2003, której celem jest zapewnienie organizacyjnego, prawnego i finansowego wsparcia dla projektu Mozilla i jego pochodnych.
Powstanie fundacji było konieczne dla dalszego istnienia projektu po tym, jak AOL zwolniła wszystkich programistów Netscape Communications Corporation nad nim pracujących. Do fundacji Mozilla należy Mozilla Corporation – ta powstała 3 sierpnia 2005 firma przejęła obowiązki rozwijania i wydawania produktów: Firefox oraz Mozilla Thunderbird. 19 lutego 2008 za dalszy rozwój Thunderbirda odpowiedzialność przejęła nowo utworzona spółka zależna fundacji, Mozilla Messaging.
Pieniądze na prowadzenie swojej działalności fundacja Mozilla jako organizacja non-profit czerpie głównie z funkcji wyszukiwania w przeglądarce Firefox – właściciele wyszukiwarek internetowych płacą za ustawienie swoich wyszukiwarek jako domyślnych. Inne źródła dochodów to m.in. sklep z ubraniami i maskotkami z logo swoich produktów oraz dotacje od osób prywatnych i firm. Na początku działalności fundacja otrzymała także dwa miliony dolarów od AOL.
Aktualnym przewodniczącym fundacji Mozilla jest Mark Surman. W radzie dyrektorów znajduje się także m.in. Mitchell Baker, która pełni funkcję prezesa wykonawczego.